# Simbolo di Levi-Civita
In matematica, il simbolo di Levi-Civita, detto anche simbolo delle permutazioni, simbolo alternante, simbolo di Ricci, o, impropriamente, tensore di Levi-Civita è un simbolo matematico particolarmente usato nel calcolo tensoriale. La sua forma più comune è quella a tre dimensioni, anche se esiste per un numero di dimensioni generico.
Il termine deriva dal matematico padovano Tullio Levi Civita.

## Definizione

Simbolo di Levi-Civita nel caso a tre dimensioni

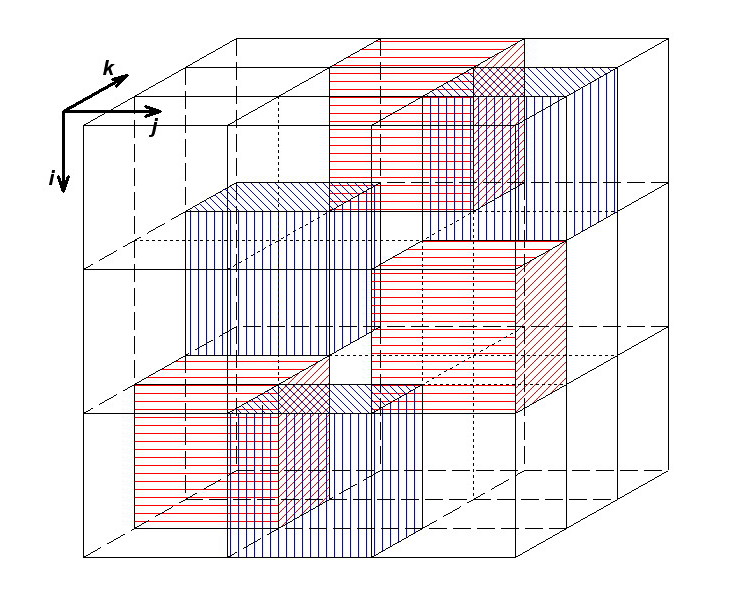
Visualizzazione del simbolo di Levi-Civita nel caso a tre dimensioni

Il simbolo di Levi-Civita in tre dimensioni è definito nel modo seguente:
{\displaystyle \varepsilon _{ijk}={\begin{cases}+1&{\text{se }}(i,j,k){\text{ permutazione pari}}=(1,2,3),(2,3,1),(3,1,2)\\-1&{\text{se }}(i,j,k){\text{ permutazione dispari}}=(3,2,1),(1,3,2),(2,1,3)\\0&{\text{se due indici coincidono: }}i=j{\text{ e/o }}j=k{\text{ e/o }}k=i\end{cases}}}
È opportuno ricordare che per "permutazioni pari" si intendono le permutazioni ottenute con un numero pari di trasposizioni, mentre per "permutazioni dispari" si intendono, ovviamente, quelle ottenute con un numero dispari di trasposizioni. Ricordiamo anche che per "trasposizione" si intende lo scambio di due elementi non necessariamente contigui e che lo zero è considerato pari. Ad esempio, per le permutazioni di (1,2,3) si ha:
- 123 è una permutazione pari perché ottenuta con zero trasposizioni
- 123 → 213 è una permutazione dispari perché ottenuta con una trasposizione (scambio di 1 e 2)
- 123 → 213 → 231 è una permutazione pari perché ottenuta con due trasposizioni (scambio di 1 e 2, scambio di 1 e 3)

In algebra lineare, si può definire in modo globale il prodotto vettoriale di due vettori tridimensionali come:
{\displaystyle \mathbf {c} :=\mathbf {a\times b} :={\begin{vmatrix}\mathbf {e_{1}} &\mathbf {e_{2}} &\mathbf {e_{3}} \\a_{1}&a_{2}&a_{3}\\b_{1}&b_{2}&b_{3}\\\end{vmatrix}}}
quindi passando a una definizione componente per componente:
{\displaystyle \mathbf {c} :=\sum _{i,j,k=1}^{3}\varepsilon _{ijk}\mathbf {e_{i}} a_{j}b_{k}}
o più concisamente ancora, usando la notazione di Einstein:
{\displaystyle \ c_{i}:=\varepsilon _{ijk}a^{j}b^{k}}
Il tensore le cui componenti sono date dal simbolo di Levi-Civita, ha rango covariante 3.
Il simbolo di Levi-Civita si può generalizzare in una dimensione generica, per esempio in 4 dimensioni:
{\displaystyle \varepsilon _{ijkl}:={\begin{cases}+1&{\text{se }}(i,j,k,l){\text{ è una permutazione pari di }}(1,2,3,4)\\-1&{\text{se }}(i,j,k,l){\text{ è una permutazione dispari di }}(1,2,3,4)\\0&{\text{se due indici coincidono}}\end{cases}}}
Nel caso tridimensionale, le permutazioni pari coincidono con quelle cicliche, e quelle dispari con quelle anticicliche. Questa proprietà, che è verificata in modo banale anche nel caso a due indici, non è però generalizzabile al caso a n indici.

## Relazione con la delta di Kronecker
Un simbolo che spesso si incontra insieme a quello di Levi-Civita è la delta di Kronecker. In tre dimensioni, la relazione è data dalle seguenti equazioni:
{\displaystyle {\begin{aligned}\varepsilon _{ijk}\varepsilon _{lmn}&=\det {\begin{vmatrix}\delta _{il}&\delta _{im}&\delta _{in}\\\delta _{jl}&\delta _{jm}&\delta _{jn}\\\delta _{kl}&\delta _{km}&\delta _{kn}\\\end{vmatrix}}\\&=\delta _{il}\left(\delta _{jm}\delta _{kn}-\delta _{jn}\delta _{km}\right)-\delta _{im}\left(\delta _{jl}\delta _{kn}-\delta _{jn}\delta _{kl}\right)+\delta _{in}\left(\delta _{jl}\delta _{km}-\delta _{jm}\delta _{kl}\right)\end{aligned}}}

{\displaystyle \sum _{i}\varepsilon _{ijk}\varepsilon _{imn}=\delta _{jm}\delta _{kn}-\delta _{jn}\delta _{km}}
Nella notazione di Einstein, la presenza di due i implica la somma sull'indice i. L'equazione precedente viene scritta come:
{\displaystyle \varepsilon _{ijk}\varepsilon _{imn}=\delta _{jm}\delta _{kn}-\delta _{jn}\delta _{km}}
e quindi
{\displaystyle \sum _{i,j}\varepsilon _{ijk}\varepsilon _{ijn}=2\delta _{kn}}

## Proprietà
- In due dimensioni si ha che per ogni {\displaystyle i,j,m,n} in {\displaystyle \{1,2\}},

{\displaystyle \varepsilon _{ij}\varepsilon _{ij}=2}. 	(1)
{\displaystyle \varepsilon _{ij}\varepsilon _{in}=\delta _{jn}}, 	(2)
{\displaystyle \varepsilon _{ij}\varepsilon _{mn}=\delta _{im}\delta _{jn}-\delta _{in}\delta _{jm}}, 	(3)
- In tre dimensioni, si ha che per ogni {\displaystyle i,j,k,m,n} in {\displaystyle \{1,2,3\},}

{\displaystyle \varepsilon _{ijk}\varepsilon _{ijk}=6}, 	(4)
{\displaystyle \varepsilon _{jmn}\varepsilon _{imn}=2\delta _{ij}}, 	(5)
{\displaystyle \varepsilon _{ijk}\varepsilon _{imn}=\delta _{mj}\delta _{nk}-\delta _{nj}\delta _{mk}}. 	(6)